# Damias quardripuncta
Damias quardripuncta là một loài bướm đêm thuộc phân họ Arctiinae, họ Erebidae.